# Matthew McGrory
Matthew McGrory (West Chester, Pennsilvània, 17 de maig de 1973 - Los Angeles, Califòrnia, 9 d'agost de 2005) va ser un actor estatunidenc conegut per la seva gran alçada.

## Biografia

### Primers anys
Va estudiar dret a la Universitat de Widener, on vivia en un allotjament universitari al primer pis del Howell Hall. Va créixer fins a 2,29 m. Les anomalies que provocaven la seva gran alçada mai van ser estudiades.

### Carrera
A causa de la seva extrema alçada, va rebre ofertes per fer de gegant al cinema, en pel·lícules com ara Bubble Boy, Big Fish, House of 1000 Corpses i The Devil's Rejects, i en sèries de televisió com Malcolm in the Middle, Charmed i Carnivàle. El llibre Guinness de rècords mundials li va donar els títols d'actor més alt, el dit del peu més llarg i els peus més grans no causats per elefantiasi.
Va aparèixer en el videoclip "Coma White" de Marilyn Manson, i a God Is In the T.V. També va participar en un video musical de Blondie, el hit de 2003 "Good Boys".
Al moment de la seva mort estava interpretant André the Giant en la pel·lícula sobre la lluita lliure Andre: Heart of the Giant.

### Mort
Va viure a Sherman Oaks (Califòrnia) amb la seva xicota, Melissa. El 9 d'agost de 2005, Matthew McGrory va morir per insuficiència cardíaca a l'edat de 32 anys.

## Filmografia
| Any  | Títol                     | Paper                        | Notes                                                                                     |
| ---- | ------------------------- | ---------------------------- | ----------------------------------------------------------------------------------------- |
| 2000 | The Dead Hate the Living! | Gaunt                        |                                                                                           |
| 2001 | Bubble Boy                | Sasquatch humà               |                                                                                           |
| 2002 | Homes de negre II         | Alienígena alt               | (sense acreditar)                                                                         |
| 2003 | House of 1000 Corpses     | Tiny                         |                                                                                           |
| 2003 | Big Fish                  | Karl el Gegant               |                                                                                           |
| 2003 | Charmed                   | Ogre                         |                                                                                           |
| 2004 | Big Time                  | Richard Blunderbore          |                                                                                           |
| 2004 | Planet of the Pitts       | Toto                         |                                                                                           |
| 2004 | Carnivàle                 |                              |                                                                                           |
| 2005 | Constantine               | Dimoni                       | (sense acreditar)                                                                         |
| 2005 | ShadowBox                 | Hort Willows                 |                                                                                           |
| 2005 | The Devil's Rejects       | Tiny                         |                                                                                           |
| 2007 | André: Heart of the Giant | André "The Giant" Roussimoff | Paper incomplet; les seves escenes van ser incloses en els crèdits com a homenatge pòstum |
| 2007 | DarkPlace                 | Hort Willows                 |                                                                                           |